# Метрополійна область Чикаго
Чикаголенд (Метрополійна область Чикаго, англ. Chicagoland, Chicago metropolitan area) — метрополійна область, що включає мегаполіс Чикаго (Іллінойс) та його передмістя. Ці передмістя мають тісні географічні, транспортні, економічні та суспільні зв'язки з Чикаго.
З населенням у 9,5-10 мільйонів, залежно від умовних меж, є третьою за величиною агломерацією в США.

## Визначення території

### Метрополійна територія

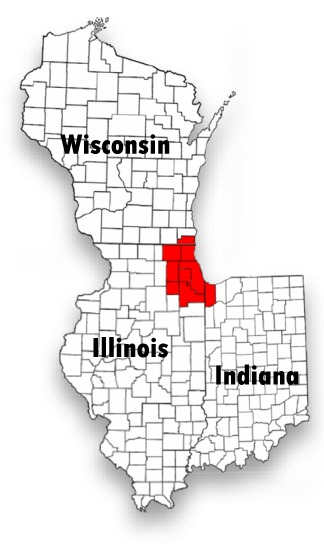
Межі метрополійної області на карті

Чиказька міська статистична агломерація (MSA) була початково розроблена Бюро переписів США у 1950 році. На той час вона складалася з округів Кук, Дюпаж, Кейн, Лейк та Вілл штату Іллінойс та округу Лейк штату Індіана. З розростанням прилеглих міст і сіл та працевлаштуванням їхнього населення в окрузі Кук, офіційна територія MSA також розширювалася. Зараз метрополійна територія визначається як Chicago-Naperville-Elgin, IL-IN-WI Metropolitan Statistical Area.
Метрополійна територія Чикаго також поділяється за штатами на три частини: Chicago-Naperville-Joliet, IL Metropolitan Division (основна частина з населенням близько 8 млн), Gary, IN Metropolitan Division (округи Лейк, Джеспер, Ньютон та Портер штату Індіана) та Lake County-Kenosha County, IL-WI Metropolitan Division (округи Лейк штату Іллінойс та Кеноша штату Вісконсин).
| - Зона Chicago-Naperville-Joliet, IL (7 883 147 жителів) - Кук (5 194 675 жителів) - Декальб (105 160 жителів) - Дюпаж (916 924 жителів) - Ґранді (50 063 жителів) - Кейн (515 269 жителів) - Кендалл (114 736 жителів) - Мак-Генрі (308 760 жителів) - Вілл (677 560 жителів) | - Метрополійна частина Gary, IN (708 070 жителів) - Джеспер (33 478 жителів) - Лейк (496 005 жителів) - Ньютон (14 244 жителів) - Портер (164 343 жителів) - Метрополійна частина округів Лейк та Кеноша, IL-WI (869 888 жителів) - Лейк (703 462 жителів) - Кеноша (166 426 жителів) |

### Комбінована територія
Дещо більший регіон виділяється у комбіновану статистичну територію Чикаго (англ. Combined Statistical Area, CSA). Ця територія, що умовно позначається Chicago-Naperville, IL-IN-WI Combined Statistical Area, поєднує метрополійні області міст Чикаго, Канкакі та Мічигана (штат Індіана) і відповідає розселенню мешканців, працевлаштованих у регіоні. За оцінкою 2013 року, кількість населення становить 9 912 730 осіб.

## Демографія
| Округ або територія                  |     | 2010      | 2000      | 1990      | 1980      | 1970      | 1960      | 1950      |
| ------------------------------------ | --- | --------- | --------- | --------- | --------- | --------- | --------- | --------- |
| Чикаго- Непервілл- Джолієт, IL-IN-WI | MSA | 9 461 105 | 9 098 316 | 8 065 633 | 7 869 542 | 7 612 314 | 6 794 461 | 5 495 364 |
| Кук, Іллінойс                        | MSA | 5 194 675 | 5 376 741 | 5 105 067 | 5 253 655 | 5 492 369 | 5 129 725 | 4 508 792 |
| Декальб, Іллінойс                    | MSA | 105 160   | 88 969    | 77 932    | 74 624    | 71 654    | 51 714    | 40 781    |
| Дюпаж, Іллінойс                      | MSA | 916 924   | 904 161   | 781 666   | 658 835   | 491 882   | 313 459   | 154 599   |
| Ґранді, Іллінойс                     | MSA | 50 063    | 37 535    | 32 337    | 30 582    | 26 535    | 22 350    | 19 217    |
| Кейн, Іллінойс                       | MSA | 515 269   | 404 119   | 317 471   | 278 405   | 251 005   | 208 246   | 150 388   |
| Кендалл, Іллінойс                    | MSA | 114 736   | 54 544    | 39 413    | 37 202    | 26 374    | 17 540    | 12 115    |
| Макгенрі, Іллінойс                   | MSA | 308 760   | 260 077   | 183 241   | 147 897   | 111 555   | 84 210    | 50 656    |
| Округ Вілл, Іллінойс                 | MSA | 677 560   | 502 266   | 357 313   | 324 460   | 249 498   | 191 617   | 134 336   |
| Джеспер, Індіана                     | MSA | 33 478    | 30 043    | 24 960    | 26 138    | 20 429    | 18 842    | 17 031    |
| Лейк, Індіана                        | MSA | 496 005   | 484 564   | 475 594   | 522 965   | 546 253   | 513 269   | 368 152   |
| Ньютон, Індіана                      | MSA | 14 244    | 14 566    | 13 551    | 14 844    | 11 606    | 11 502    | 11 006    |
| Портер, Індіана                      | MSA | 164 343   | 146 798   | 128 932   | 119 816   | 87 114    | 60 279    | 40 076    |
| Лейк, Іллінойс                       | MSA | 703 462   | 644 356   | 516 418   | 440 372   | 382 638   | 293 656   | 179 097   |
| Кеноша, Вісконсин                    | MSA | 166 426   | 149 577   | 128 181   | 123 137   | 117 917   | 100 615   | 75 238    |
| Канкакі, Іллінойс                    | CSA | 113 449   | 103 833   | 96 255    | 102 926   | 97 250    | 92 063    | 73 524    |
| Лапорт, Індіана                      | CSA | 111 467   | 110 106   | 107 066   | 108 632   | 105 342   | 95 111    | 76 808    |
| Чикаго- Непервілл- Джолієт, IL-IN-WI | CSA | 9 686 021 | 9 312 255 | 8 385 397 | 8 264 490 | 8 089 421 | 7 204 198 | 5 911 816 |

Сірим виділено населення територій, які на час проведення відповідних переписів не були включені до метрополійної території. Блакитним виділена загальна кількість населення сучасної метрополійної території, незалежно від того, чи належав відповідний округ до неї раніше.

## Транспорт

### Основні аеропорти
- Міжнародний аеропорт О'Хара (ORD)
- Міжнародний аеропорт Чикаго Мідуей (MDW)
- Міжнародний аеропорт імені генерала Мітчелла (MKE)
- Міжнародний аеропорт Гері/Чикаго (GYY)
- Міжнародний аеропорт Рокфорд (RFD)

### Залізничний транспорт
- Метрополітен Чикаго
- Metra
- Amtrak (керує центральним вокзалом Чикаго, Chicago Union Station)